# Semionciale

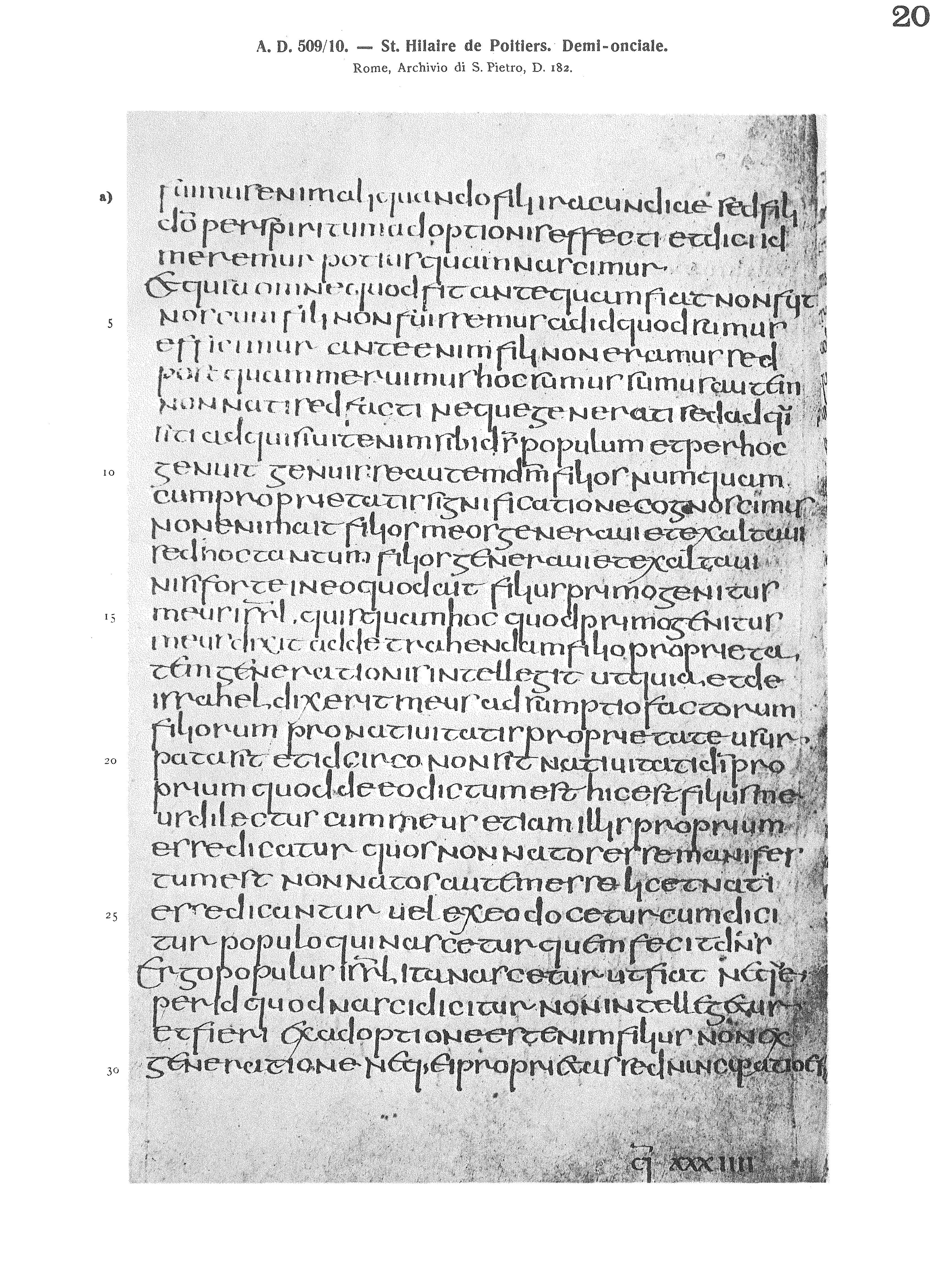
Esempio di semionciale

La semionciale è un tipo di grafia minuscola derivata dalla minuscola corsiva.

## Storia
È stata usata a partire dal III secolo fino alla fine dell'VIII secolo, inizialmente da autori pagani e scrittori romani di giurisprudenza e a partire dal VI secolo venne utilizzata, in Africa e in Europa con l'esclusione delle isole britanniche, anche per trascrivere testi cristiani. Raggiunse l'Irlanda nel V secolo e da questa la Gran Bretagna, qui fu usata anche dopo l'VIII secolo e si trasformò nella scrittura insulare.

## Disegno
L'aspetto generale delle lettere del semionciale è il seguente:
- a è normalmente tondeggiante, talvolta l'occhiello è interrotto nella parte superiore
- b e d presentano l'asta verticale come nelle lettere odierne
- g ha la parte superiore piatta, nessun occhiello e una curva discendente (è abbastanza somigliante al numero 5)
- t ha l'asta verticale curva
- n, r e s sono somiglianti alle loro controparti presenti nella onciale (con le stesse differenze se paragonate alle lettere moderne).

## Sul termine "semionciale"
Il termine semionciale per identificare questo tipo di scrittura è stato usato per la prima volta a metà del XVIII secolo da Charles-François Toustain e René Prosper Tassin ed è successivamente entrato nell'uso comune; il termine comunque è poco accurato in quanto la semionciale non deriva dalla onciale sebbene le due scritture condividano molte caratteristiche. Talvolta, in particolar modo quando ambedue sono ormai "mature", sono state usate insieme in una grafia "mista".